# 三指狸藻
三指狸藻（学名：Utricularia tridactyla）为狸藻属一年生陆生食虫植物。其种加词“tridactyla”来源于拉丁文“tri-”和希腊文“daktylos”，意为“三”和“手指”，指其三指状的花朵。三指狸藻为西澳大利亚金伯利的特有种。

## 外部連結
- 食虫植物照片搜寻引擎中三指狸藻的照片（页面存档备份，存于）

 维基共享资源上的相關多媒體資源：三指狸藻
 維基物種上的相關：三指狸藻